# (2741) Valdivia
Pour les articles homonymes, voir Valdivia (homonymie).
(2741) Valdivia est un astéroïde de la ceinture principale.

## Description
(2741) Valdivia est un astéroïde de la ceinture principale. Il fut découvert le 1er décembre 1975 à Cerro El Roble par Sergio Barros et Carlos Torres. Il présente une orbite caractérisée par un demi-grand axe de 2,61 UA, une excentricité de 0,18 et une inclinaison de 10,3° par rapport à l'écliptique.

## Compléments